# Leguminocythereis
Leguminocythereis is een geslacht van kreeftachtigen uit de klasse van de Ostracoda (mosselkreeftjes).

## Soorten
- Leguminocythereis (Afranticythereis) bopaensis  (Apostolescu, 1961) Guernet & Tchikaya, 1994 †
- Leguminocythereis africana Bassiouni, 1969 †
- Leguminocythereis alata Hazel, 1980 †
- Leguminocythereis apostolescui Reyment, 1981 †
- Leguminocythereis arachidnoides Tambareau, 1972 †
- Leguminocythereis arachoides (Berry, 1925) Lys, 1962 †
- Leguminocythereis barbensis Ducasse, 1963 †
- Leguminocythereis bicostata Haskins, 1970 †
- Leguminocythereis bopaensis (Apostolescu, 1961) Reyment, 1963 †
- Leguminocythereis brahmi Singh & Misra, 1968 †
- Leguminocythereis bullata Haskins, 1970 †
- Leguminocythereis calcarata Pietrzeniuk, 1969 †
- Leguminocythereis cancellosa Haskins, 1970 †
- Leguminocythereis cellulata Ducasse, 1963 †
- Leguminocythereis chittagongensis Neale & Ahmed, 1986 †
- Leguminocythereis cirtaensis Apostolescu & Magne & Malmoustie, 1956
- Leguminocythereis comendiensis (Apostolescu, 1957) Ducasse, 1964 †
- Leguminocythereis compressa Ducasse, 1963 †
- Leguminocythereis consobrina (Jones, 1857) Apostolescu, 1964 †
- Leguminocythereis cookei Howe & Law, 1936 †
- Leguminocythereis copiosa Butler, 1963 †
- Leguminocythereis coronaris Ho in Hou et al., 1982
- Leguminocythereis corrugata LeRoy, 1943 †
- Leguminocythereis corrugata Swain, 1946 †
- Leguminocythereis costata Butler, 1963 †
- Leguminocythereis crassa Butler, 1963 †
- Leguminocythereis cribrata (Apostolescu, 1957) Mckenzie et al., 1979 †
- Leguminocythereis cribrosa (Chochlova, 1961) Nikolaeva, 1978 †
- Leguminocythereis cytherettiformis Guernet, 1984 †
- Leguminocythereis decipiens (Lienenklaus, 1894) Scheremeta, 1969 †
- Leguminocythereis delirata (Jones & Sherborn, 1887) Haskins, 1970 †
- Leguminocythereis dinglei Ahmad, Neale & Siddiqui, 1991 †
- Leguminocythereis dorsocostata Honigstein, 1984 †
- Leguminocythereis dudarensis Monostori, 1987 †
- Leguminocythereis dumonti Keij, 1957 †
- Leguminocythereis edwardsae Hazel, 1980 †
- Leguminocythereis eggeri Witt, 1967 †
- Leguminocythereis elongata (Egger, 1858) Witt, 1967 †
- Leguminocythereis enbornensis Goekcen, 1971 †
- Leguminocythereis erasa Ducasse, 1967 †
- Leguminocythereis fava Hu & Yeh, 1978 †
- Leguminocythereis frescoensis Apostolescu, 1961 †
- Leguminocythereis genappensis Keij, 1957 †
- Leguminocythereis grignonensis (Apostolescu, 1955) Moos, 1957 †
- Leguminocythereis haskinsi Keen, 1978 †
- Leguminocythereis hassani Khalifa & Cronin, 1980 †
- Leguminocythereis heistensis (Keij, 1957) Ducasse, 1969 †
- Leguminocythereis hyperocha (Blake, 1950) Moos, 1957 †
- Leguminocythereis indica (Singh & Misra, 1968) Khosla, 1968 †
- Leguminocythereis inflata Ducasse, 1963 †
- Leguminocythereis inornata Apostolescu, 1955 †
- Leguminocythereis isobopaensis Carbonnel, 1989 †
- Leguminocythereis jonesiana (Bosquet, 1852) Apostolescu, 1955 †
- Leguminocythereis kayei Jain, 1975 †
- Leguminocythereis kemperi Ahmed, 1994 †
- Leguminocythereis kianfascista Hu, 1981 †
- Leguminocythereis kuersteni Gramann, 1971 †
- Leguminocythereis lacerata Poag, 1972 †
- Leguminocythereis lagaghiroboensis Apostolescu, 1961 †
- Leguminocythereis leizhouensis Gou in Gou, Zheng & Huang, 1983 †
- Leguminocythereis lienenklausi Oertli, 1956 †
- Leguminocythereis lokossaensis Apostolescu, 1961 †
- Leguminocythereis longicostata (Blake, 1950) Neufville, 1973 †
- Leguminocythereis lunejensis Guha, 1967 †
- Leguminocythereis magna Ducasse, 1963 †
- Leguminocythereis martonfii (Hejjas, 1894) Brestenska & Jiricek, 1978 †
- Leguminocythereis microdenticulata Crouch, 1949 †
- Leguminocythereis multicostata (Bosquet, 1852) Apostolescu, 1955 †
- Leguminocythereis neauphlensis (Apostolescu, 1955) Moos, 1957 †
- Leguminocythereis neptuni (Egger, 1858) Witt, 1967 †
- Leguminocythereis nitti (Bold, 1987) Bold, 1987 †
- Leguminocythereis numidica Apostolescu & Magne, 1956 †
- Leguminocythereis obesa Stchepinsky, 1960 †
- Leguminocythereis oertlii Keij, 1958 †
- Leguminocythereis parallelokladia Munsey, 1953 †
- Leguminocythereis pendigata Poag, 1972 †
- Leguminocythereis pertusa (Roemer, 1838) Apostolescu, 1955 †
- Leguminocythereis petersoni Swain, 1951
- Leguminocythereis quadricostata Mumma & Hazel, 1980 †
- Leguminocythereis rectangulapora (Berry, 1925) Lys, 1962 †
- Leguminocythereis reidii (Jones & Sherborn, 1887) Lys, 1962 †
- Leguminocythereis reticulata Ho in Hou et al., 1982
- Leguminocythereis reymenti Neufville, 1973 †
- Leguminocythereis rhomboidalis Hu, 1979 †
- Leguminocythereis sadeki Bassiouni, 1969 †
- Leguminocythereis scarabaeus Howe & Law, 1936 †
- Leguminocythereis senegalensis Apostolescu, 1961 †
- Leguminocythereis sorneana Oertli, 1956 †
- Leguminocythereis spongiata Poag, 1972 †
- Leguminocythereis subovata Singh & Porwal, 1989 †
- Leguminocythereis subrectangulata Singh & Porwal, 1989 †
- Leguminocythereis suttoni (Stephenson, 1946) Lys, 1962 †
- Leguminocythereis teiskotensis Apostolescu, 1961 †
- Leguminocythereis tenella Eagar, 1965 †
- Leguminocythereis tenuistriata (Apostolescu, 1955) Moos, 1957 †
- Leguminocythereis triskelata Poag, 1972 †
- Leguminocythereis ventromarginata Scheremeta, 1969 †
- Leguminocythereis verricula Keen, 1972 †
- Leguminocythereis verrucosa Howe & Law, 1936 †
- Leguminocythereis xuwenensis Gou in Gou, Zheng & Huang, 1983 †
- Leguminocythereis zoebeleini Witt, 1967 †